# Elvish Linguistic Fellowship
Pour les articles homonymes, voir ELF.
The Elvish Linguistic Fellowship (ELF) est une organisation internationale consacrée à l'étude des langues construites de J. R. R. Tolkien. Elle se rattache à la Mythopoeic Society, une société savante internationale basée aux États-Unis, consacrée à la fantasy et la littérature d'inspiration mythique, en particulier les œuvres des Inklings J. R. R. Tolkien, C. S. Lewis et Charles Williams.
L'activité principale de la Elvish Linguistic Fellowship est la publication de deux revues de parution irrégulière, Parma Eldalamberon et Vinyar Tengwar, et d'un journal en ligne, Tengwestië. Elle est à l'origine également de la liste de diffusion Lambengolmor. Toutes ces publications sont en anglais.
En 1992, Christopher Tolkien donna l'autorisation à une équipe de fans de la Elvish Linguistic Fellowship de publier les écrits inédits de son père sur ses langues construites, à partir de photocopies fournies par lui et divers documents déposés à la Bodleian Library d'Oxford et à la Marquette University de Milwaukee. Les écrits longs sont publiés dans Parma Eldalamberon dans un ordre plus ou moins chronologique, tandis que les essais plus brefs ou plus difficiles à ordonner sont publiés dans Vinyar Tengwar.

## Parma Eldalamberon
Le fanzine Parma Eldalamberon (en néo-quenya « Le Livre des langues elfiques ») fut fondé en 1971 avec le soutien de la Mythopoeic Society.  Jusqu'au no 10 (1994), il fut un recueil d'articles de fans amateurs et d'essais rédigés par ses membres ; à partir du no 11, les auteurs se tournent vers la publication de textes linguistiques inédits de J. R. R. Tolkien. Les textes sont principalement des (glossaires et grammaires). Les systèmes d'écriture imaginés par Tolkien sont également présentés (facsimilés des manuscrits originaux). Le rédacteur en chef actuel de Parma Eldalamberon est Christopher Gilson. Les tirages sont très limités et les anciens numéros, rapidement épuisés, font l'objet, au coup par coup, de réimpressions.
Sommaire des numéros incluant des inédits de J. R. R. Tolkien :
- Parma Eldalamberon no 11 — I Lam na Ngoldathon: The Grammar and Lexicon of the Gnomish Tongue (1995, 3e impression en 2004).
  - Gnomish Lexicon
- Parma Eldalamberon no 12 — Qenyaqetsa: The Qenya Phonology and Lexicon (1998, 2e impression en 2003, 3e impression en 2011)
  - Qenya Lexicon
- Parma Eldalamberon no 13 — The Alphabet of Rúmil and Early Noldorin Fragments (réimpression en 2005)
  - The Alphabet of Rumil
  - Early Noldorin Fragments
- Parma Eldalamberon no 14 — Early Qenya and the Valmaric script (2003)
  - Early Qenya Fragments
  - Early Qenya Grammar
  - The Valmaric Script
- Parma Eldalamberon no 15 — Sí qente Feanor and Other Elvish Writings (2004)
  - Sí Qente Feanor, extrait de prose en qenya
  - Names and Required Alterations (liste de noms en qenya et gnomique)
  - Name-list to the Fall of Gondolin
  - Early Runic Documents (English and Gothic runes, Gondolinic runes, Runic, Gnomic Letters).
  - Addendum to The Alphabet of Rúmil and The Valmaric Script.
  - Early Qenya Pronouns
  - Début d'un English-Qenya Dictionary
  - Index of Names pour le Lai des Enfants de Húrin
- Parma Eldalamberon no 16 — Early Elvish Poetry and Pre-Fëanorian Alphabets (2006)
  - Early Elvish Poetry, regroupement de brouillons de poèmes en qenya (Oilima Markirya, Nieninqe et Earendel)
  - Qenya Declensions
  - Qenya Conjugations
  - Qenya Word-lists
  - Pre-Fëanorian Alphabets - Part I (Qenyatic, Falassin, Noriac, Banyaric and Sinyatic alphabets)
- Parma Eldalamberon no 17 — Words, Phrases and Passages in The Lord of the Rings (2007)
  - Words, Phrases and Passages in various tongues in The Lord of the Rings
- Parma Eldalamberon no 18 - Tengwesta Qenderinwa and Pre-Fëanorian Alphabets, Part II (2009)
- Parma Eldalamberon no 19 - Quenya Phonology (2010)[1]

## Vinyar Tengwar
Vinyar Tengwar (en néo-quenya « Lettres d'informations ») fut fondé en 1988 par Jorge Quiñónez comme un fanzine bimestriel. À partir du no 37 (décembre 1995), les responsables se tournent essentiellement vers la publication de textes inédits de Tolkien. La parution est très irrégulière. Les anciens numéros peuvent être commandés via internet en impression à la demande. Le rédacteur en chef actuel de Vinyar Tengwar est Carl. F. Hostetter.
Sommaire des numéros incluant des inédits de J. R. R. Tolkien :
- Vinyar Tengwar no 6 (Juin 1989)
  - A Brief Note on the Background of the Letter from J.R.R. Tolkien to Dick Plotz Concerning the Declension of the High-elvish Noun — Jorge Quinonez.

- Vinyar Tengwar no 8 (Novembre 1989)
  - Full Chart of the Tengwar — Edouard Kloczko.

- Vinyar Tengwar no 12 (Juillet 1990)
  - Nole i Meneldilo: Lore of the Astronomer — Jorge Quinonez et Ned Raggett.

- Vinyar Tengwar no 14 (Novembre 1990)
  - The Elves at Koivieneni: A New Quenya Sentence — analyse de Christopher Gilson et Patrick Wynne.

- Vinyar Tengwar no 21 (Janvier 1992)
  -  'Si man i-yulmar n(g)win enquatuva': A Newly-Discovered Tengwar Inscription — analyse de Carl Hostetter.

- Vinyar Tengwar no 24 (Juillet 1992)
  - Sauron Defeated: A Linguistic Review — Carl Hostetter.

- Vinyar Tengwar no 26 (Novembre 1992)
  - Ugluk to the Dung-pit — analyse de Carl Hostetter.

- Vinyar Tengwar no 27 (Janvier 1993)
  - Trees of Silver and of Gold: A Guide to the Koivieneni Manuscript — Patrick Wynne et Christopher Gilson.

- Vinyar Tengwar no 28 (Mars 1993)
  - The Bodleian Declensions — Analyse de Christopher Gilson, Patrick Wynne, et Carl F. Hostetter.

- Vinyar Tengwar no 29 (Mai 1993)
  -  The 'King's Letter', version 'II'  — facsimile.
  - The Tengwar Versions of the 'King's Letter'  — Analyse de Arden R. Smith.

- Vinyar Tengwar no 36 (Juillet 1994)
  - Marquette University MS Tolkien 3/8/2:5 verso — facsimile.
  - The Entu, Ensi, Enta Declension — Christopher Gilson.

- Vinyar Tengwar no 37 (Décembre 1995)
  - The Túrin Prose Fragments: An Analysis of a Rúmilian Document — Arden R. Smith.

- Vinyar Tengwar no 39 (Juillet 1998)
  - From Quendi and Eldar, Appendix D — J. R. R. Tolkien.
  - Ósanwe-kenta: 'Enquiry into the Communication of Thought' — J. R. R. Tolkien.

- Vinyar Tengwar no 40 (Avril 1999)
  - Narqelion (facsimile) — J. R. R. Tolkien.

- Vinyar Tengwar no 41 (Juillet 2000)
  - Etymological Notes on the Ósanwe-kenta — J. R. R. Tolkien.
  - From The Shibboleth of Fëanor — J. R. R. Tolkien.
  - Notes on Óre — J. R. R. Tolkien.

- Vinyar Tengwar no 42 (Juillet 2001)
  - The Rivers and Beacon-hills of Gondor - J. R. R. Tolkien.
  - Negation in Quenya — Bill Welden.

- Vinyar Tengwar no 43 (Janvier 2002)
  - Words of Joy: Five Catholic Prayers in Quenya — J.R.R. Tolkien. Part One:
    - 1. Átaremma (Pater Noster)
    - 2. Aia María (Ave Maria)
    - 3. Alcar i Ataren (Gloria Patri)

- Vinyar Tengwar no 44 (Juin 2002)
  - Words of Joy: Five Catholic Prayers in Quenya — J.R.R. Tolkien. Part Two:
    - 4. Ortírielyanna (Sub Tuum Praesidium)
    - 5. The Litany of Loreto

  - Ae Adar Nín: The Lord's Prayer in Sindarin — J.R.R. Tolkien.
  - Alcar mi Tarmenel na Erun: The Gloria in Exclesis Deo in Quenya — J.R.R. Tolkien.

- Vinyar Tengwar no 45 (Novembre 2003)
  - Addenda and Corrigenda to the Etymologies — Part One — Carl F. Hostetter et Patrick H. Wynne

- Vinyar Tengwar no 46 (Juillet 2004)
  - Addenda and Corrigenda to the Etymologies — Part Two — Carl F. Hostetter et Patrick H. Wynne avec un appendice sur les tengwar des Etymologies par Arden R. Smith

- Vinyar Tengwar no 47 (Février 2005)
  - Eldarin Hands, Fingers & Numerals and Related Writings — Part One — J.R.R. Tolkien

- Vinyar Tengwar no 48 (Décembre 2005)
  - Eldarin Hands, Fingers & Numerals and Related Writings — Part Two — J.R.R. Tolkien

- Vinyar Tengwar no 49 (Juin 2007)
  - Eldarin Hands, Fingers & Numerals and Related Writings — Part Three — J.R.R. Tolkien
  - Five Late Quenya Volitive Inscriptions — J.R.R. Tolkien

- Vinyar Tengwar no 50 (Mars 2013)
  - The “Túrin Wrapper” — J.R.R. Tolkien